# Szixtin
A Szixtin a Szixtusz férfinév francia eredetű női párja.

## Rokon nevek
- Szixtina:[1] a Szixtin alakváltozata.[2]

## Gyakorisága
Az 1990-es években a Szixtin és a Szixtina szórványos név, a 2000-es években nem szerepelnek a 100 leggyakoribb női név között.

## Névnapok
Szixtin, Szixtina:
- március 28.[2]
- április 6.[2]
- augusztus 6.[2]